# شگفتیک سفلی
شگفتیک سفلی ، روستایی است از توابع بخش صومای برادوست دهستان برادوست، کنار بَروژ واقع در47 کیلومتری شمال غربی شهرستان ارومیه و ۱۴ کیلومتری جنوب شرقی شهر مرزی سرو_ارومیه استان آذربایجان غربی ایران. قدمت تاریخی این روستا به بیش از 170سال می‌رسد، مردمانش کرد زبان با گویش کرمانجی و نیز بسیار مهمان نواز اند.
این روستا داری ۴۵ خانوار فعلی حاضر در روستا و نیز چند خانوار کوچ نشین که از اوایل پاییز تا اواخر زمستان به شهر و از اویل بهار تا اواخر پاییز به روستا می‌آیند.
و همچنین دارای جمعیتی بالغ بر ۲۴۰ نفر می‌باشد که میانگین سنی آن را نوجوانان و جوانان به خود اختصاص داده‌اند
امکانات فعلی موجود در این روستا (آب، برق، تلفن، اینترنت و جاده آسفالت) می‌باشد و همچنین به زودی می‌توانیم شاهد آمدن امکاناتی دیگر از قبیل (طرح هادی ولوله کشی گاز خانگی) باشیم، از مکان‌های گردشگری تاریخی و باستانی این روستا می‌توان به روستاهای قدیمی (بُوتیک) و (دِمان) واقع در شمال این روستا می‌توان اشاره و هچنین مکان‌های دیدنی و تفریحی دیگر همچون (کوه شیخ بازید) (بَره بوکه) و زیارت (شیخ اولان) و (جندی بانک )و همچنین (شیره کوه) ونیز (رودخانه محلی) و کوه‌های سر سبز آن با (انواع سبزی و میوه و گردوهای‌های کوهی) در فصل‌های بهار تا اواخر پاییز اشاره کرد. 

## جمعیت
این روستا در دهستان برادوست قرار داشته و بر اساس سرشماری سال ۱۳۸۵ جمعیت آن ۲۳۱ نفر (۴۰ خانوار)
بوده‌است.